# Mendota (Washington)
Mendota az Amerikai Egyesült Államok északnyugati részén, Washington állam Lewis megyéjében elhelyezkedő kísértetváros.
Mendota postahivatala 1909 és 1923 között működött. A település nevét a Mendota Coal and Coke Companyről kapta.

## Fordítás
- Ez a szócikk részben vagy egészben  a   Mendota, Washington című angol Wikipédia-szócikk ezen változatának fordításán alapul.  Az eredeti cikk szerkesztőit annak laptörténete sorolja fel. Ez a jelzés csupán a megfogalmazás eredetét és a szerzői jogokat jelzi, nem szolgál a cikkben szereplő információk forrásmegjelöléseként.